# جوردن فولر
جوردن فولر (بالإنجليزية: Jordan Fowler)‏ (1 أكتوبر 1984 في المملكة المتحدة - ) هو لاعب كرة قدم بريطاني في مركز الوسط. لعب مع نادي أرسنال ونادي تشيسترفيلد ونادي كيترينغ تاون وهافانت أند ووترلوفيل وبيشوب ستورتفورد وداغنهام وريدبريدج وهيميل هيمبستيد تاون وHarlow Town F.C. ‏ ووينجيت آند فينشلي.

## وصلات خارجية
- جوردن فولر على موقع قاعدة بيانات كرة القدم.إي يو (الإنجليزية)
- جوردن فولر على موقع Soccerbase.com (لاعب) (الإنجليزية)